# Ентони Кидис
Ентони Кидис (енгл. Anthony Kiedis; Grand Rapids, Michigan, 1. новембар 1962) је певач групе Ред Хот Чили Пеперс. Он и басиста Мајкл Балзари - Фли основали су групу 1983. године. Кидис је добро познат по свом енергичном скакању на бини и својим фанки текстовима.
Кидис је рођен у Гранд Рапидсу у држави Мичиген од оца Џона Кидиса, пореклом Литванца и мајке Маргарет Пеги Идема, пореклом из племена Индијанаца Апача, који су се развели 1968. До своје 11-те године живео је са мајком, а онда се сели код свог оца у Калифорнију. Има две полусестре Џули и Џени, и полубрата Џејмса. Невиност је изгубио са дванаест година са очевом девојком. У ово време упознао је Флија и Словака у Ферфекс гимназији.
Ентони је имао много проблема са наркоманијом. Отац га је увукао у свет дроге када је имао само дванаест година. После смрти члана групе Ред Хот Чили Пеперс Словака, одлучио је реши свој проблем зависности, што је и успео 1988. године. Ентони је за то време писао сјајне албуме, и био је чист све до 1994, кад му је зубар дао анестетик на бази наркотика, што га је вратило у мрачни свет дроге. Након доста мука и тешкоћа, Ентони је оставио дрогу 24.12.2000.
Иако је Ентони од најпознатијих певача-фронтмена, све до албума „ Калифорникејшн,, имао је проблема са контролом гласа и висине тонова. Тек је тада, 1999. године, осетио да може у потпуности контролисати свој глас, што и данас чини веома успешно.
Године 2004. објавио је своју биографију Scar Tissue која је била седамнаеста на листи бестселера Њујорк Тајмса.
02.10.2007. године Ентони Кидис је добио сина Еверли Б. Кидиса са манекенком Хетер Кристи.